# روبرتو تابيا
روبرتو تابيا (بالإنجليزية: Roberto Tapia؛ بالإسبانية: Roberto Tapia) هو مغني مكسيكي وأمريكي، ولد في 3 فبراير 1981.

## وصلات خارجية
- روبرتو تابيا على موقع ميوزك برينز (الإنجليزية)